# Батрес
Батрес (ісп. Batres) — муніципалітет в Іспанії, у складі автономної спільноти Мадрид. Населення — 1488 осіб (2010).
Муніципалітет розташований на відстані близько 29 км на південний захід від Мадрида.
На території муніципалітету розташовані такі населені пункти: (дані про населення за 2010 рік)
- Батрес: 795 осіб
- Монте-де-Батрес: 662 особи
- Лос-Олівос: 31 особа

## Демографія
Динаміка населення (INE ):

## Галерея зображень

Розташування муніципалітету у автономній спільноті Мадрид
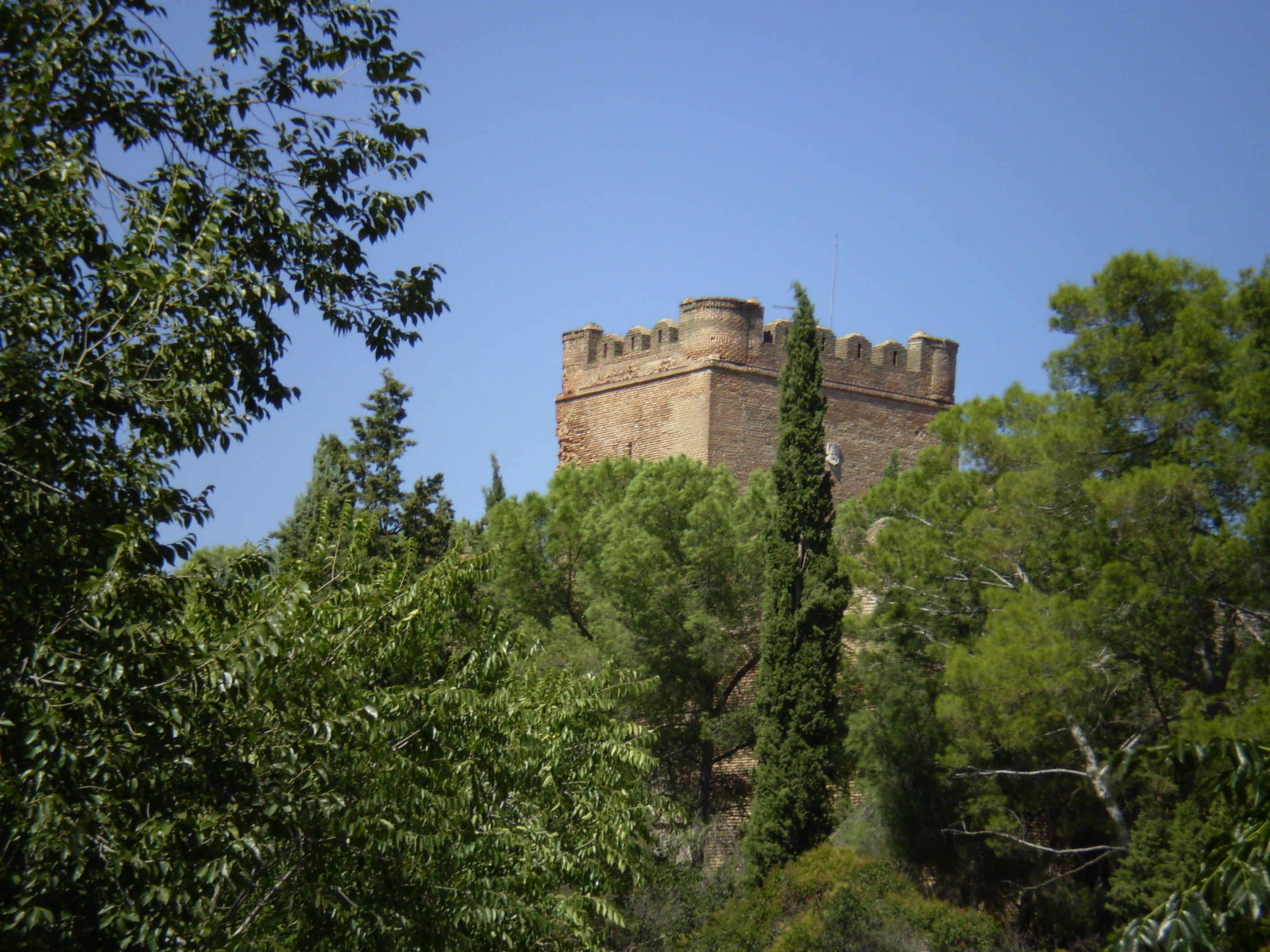
Замок у Батресі
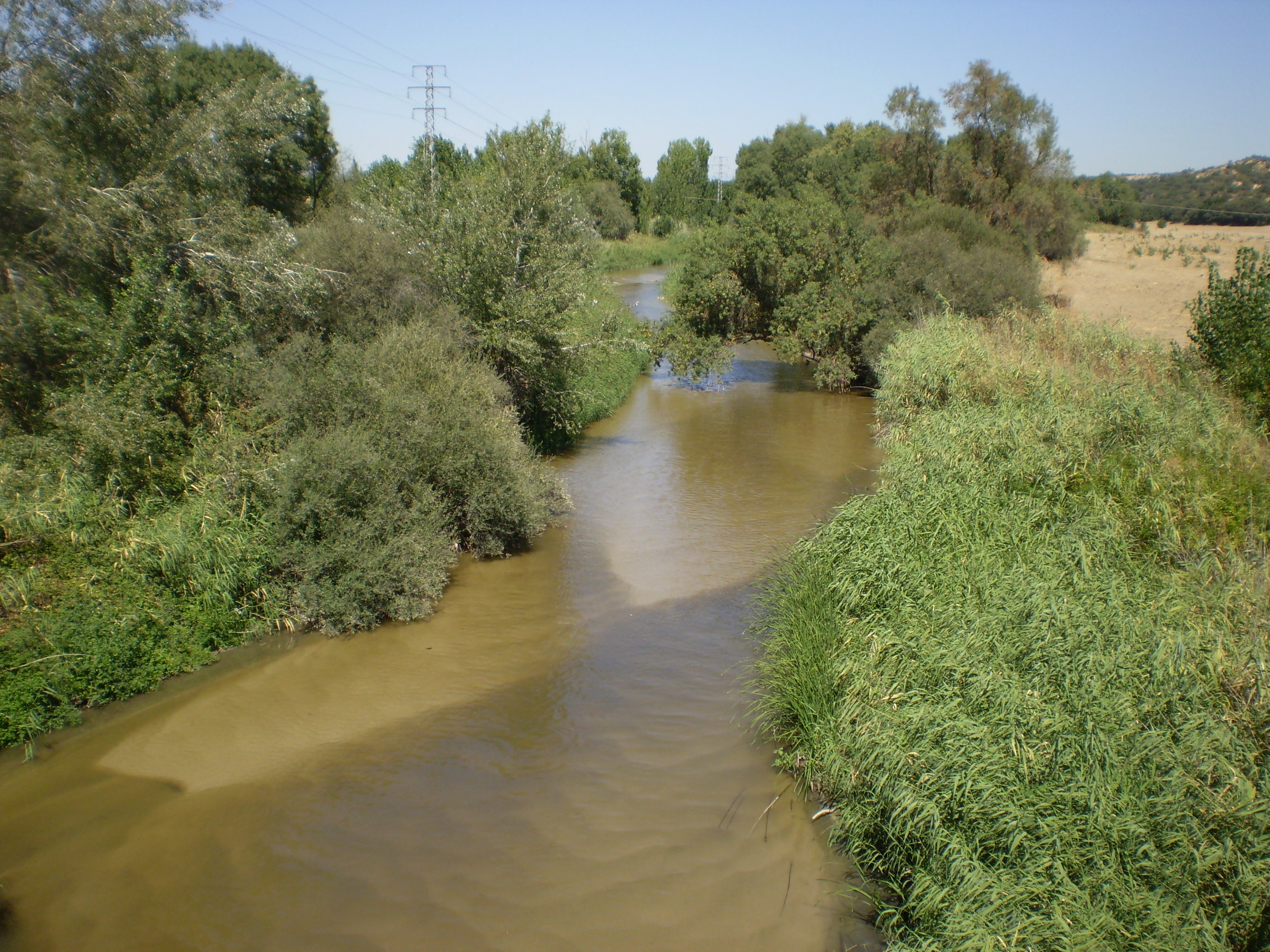
Річка Гуадаррама, Батрес